# Битва при Сольферино
Битва при Сольфери́но (фр. Bataille de Solférino) — крупнейшее сражение австро-итало-французской войны, состоявшееся 24 июня 1859 года между объединёнными войсками Франции и Сардинского королевства против австрийской армии. Полем боя стали окрестности ломбардской деревушки Сольферино. Войсками Франции командовал Наполеон III, силами Пьемонта и Сардинии — Виктор Эммануил II, австрийскими войсками — император Франц-Иосиф. Сражение закончилось победой франко-итальянской коалиции.

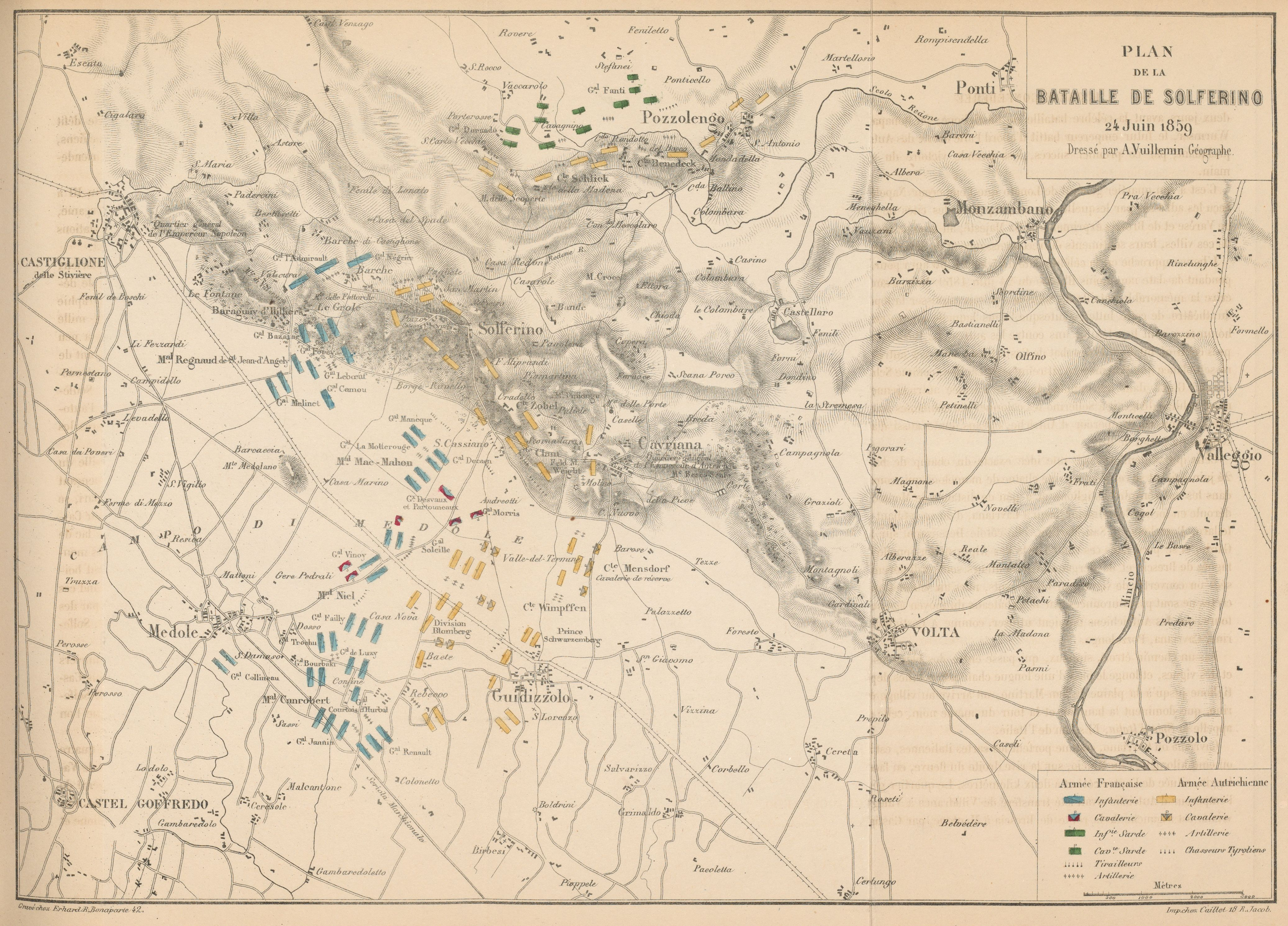
Карта сражения.

## Перед сражением
После поражения при Меленьяно австрийцы отступили дальше за Минчо, бросив почти всю Ломбардию, чтобы опереться на укреплённый четырёхугольник Мантуя — Пескьера-дель-Гарда — Верона — Леньяго. Генерал Дьюлай был отозван, после чего верховное командование войсками номинально принял император Австрии Франц-Иосиф, прибывший на театр военных действий. Оперативное руководство вновь организованной и значительно усиленной австрийской армией по-прежнему находилось в руках фельдцейхмейстера Генриха фон Гесса.
Французская армия после Меленьяно двинулась на восток, преследуя противника. Продвижение замедлялось разрушениями, нанесенными австрийскими войсками, и непрекращающимися дождями. Благодаря расторопности французских сапёров, основная часть франко-сардинской армии уже днем 22 июня переправилась через Кьезу.
Утром 23 июня император Франц-Иосиф приказал своим войскам повернуть на запад. Армия перешла реку Минчио вброд и заняла ряд близлежащих высот на линии Сан-Мартино — Сольферино — Гвидиццоло протяженностью около 15 километров.

## Ход сражения
Согласно установленному плану, на рассвете 24 июня франко-сардинская армия двинулась на восток для развертывания вдоль правого берега Минчо. Союзники начали покидать свои бивуаки между 2 и 3 часами ночи 24 июня и продвигались вперед тремя колоннами. Около 4 часов утра армии почти неожиданно столкнулись с позициями противника. Около 6 часов утра французы начали атаку на левом крыле австрийцев и в 10.30 заняли Медоле. Атаки пьемонтцев на северном крыле были отбиты корпусом генерала Людвига Августа фон Бенедека.
Опасаясь прибытия австрийских подкреплений с юга, Наполеон решил атаковать позиции противника у Сольферино. Деревня была обстреляна огнем французской артиллерии, а затем атаковала пехота. В 14.00 после ожесточенных боев Сольферино было захвачено, и французы начали вбивать клин между австрийскими линиями. Ближе к вечеру на правом фланге у Сан-Мартино против сардинцев всё еще оборонялся Бенедек, на остальных участках французы продолжали оттеснять австрийцев. Разразившаяся сильная буря с дождём остановила сражение.

## Результаты
Немалую роль в поражении сыграли диспозиции молодого императора Франца-Иосифа. Поражение австрийских войск вызвало подъём национально-освободительного движения в Италии. Ввиду этой угрозы и из-за больших потерь в битве при Сольферино Наполеон III и Франц Иосиф встретились в Виллафранка-ди-Верона и заключили перемирие.

## Влияние
С битвой при Сольферино связано появление Общества Красного Креста. Швейцарский предприниматель Анри Дюнан, ставший свидетелем битвы, был потрясён масштабами кровопролития. Поражённый картинами человеческих страданий, невольным свидетелем которых он стал,
Дюнан возвращается в Женеву, где пишет книгу «Воспоминание о битве при Сольферино» и решает сделать всё возможное, чтобы в дальнейшем уменьшить страдания воинов. Совместно с Гюставом Муанье, юристом, возглавлявшим женевское Общество поощрения общественного блага, и другими единомышленниками Дюнан создаёт организацию, которая позднее получит название «Международный Комитет Красного Креста» (МККК).
В 1863 году в Женеве созывается Международная конференция, которая и основывает Красный Крест. В качестве эмблемы общества был выбран швейцарский флаг, на котором цвет красного поля был изменён на белый, а цвет белого креста — на красный.

## Память
В Париже вскоре после битвы был открыт мост Сольферино. Он два раза разрушался и перестраивался, а в 2006 году был назван в честь президента Сенегала — мост Леопольда Седара Сенгора. Название Сольферино носят улица и одна из станций 12-й линии парижского метро. Также название Сольферино носят улицы во многих городах Франции (Орлеан, Лилль, Компьень, Тулуза, Ренн).